# Luigi Bianco
Luigi Bianco (* 3. března 1960 Montemagno) je italský římskokatolický duchovní, arcibiskup a diplomat.

## Život
Narodil se 3. března 1960 v Montemagno (dnes Montemagno Monferrato).
Vstoupil do kněžského semináře. Po teologickém studiu byl 30. března 1985 vysvěcen na kněze a inkardinován do diecéze Casale Monferrato. Následně odešel do Říma, kde se věnoval studiu kanonického práva a diplomacie na Papežské církevní akademii.
Dne 1. července 1989 vstoupil do diplomatických služeb Svatého stolce. Působil na apoštolských nunciaturách v Itálii, Egyptě, Argentině, Chorvatsku, Španělsku a Andoře. Dne 12. ledna 2009 jej papež Benedikt XVI. jmenoval apoštolským nunciem v Hondurasu a titulárním arcibiskupem z Falerone. Biskupské svěcení přijal 25. dubna z rukou kardinála Tarcisia Bertoneho a spolusvětiteli byli biskup Alceste Catella a Luciano Pacomio.
Dne 12. července 20174 byl papežem Františkem ustanoven nunciem v Etiopii a speciálním zástupcem při Africké unii. Dne 10. září mu byl přidán úřad nuncia v Džibutsku a apoštolského delegáta v Somálsku. Dne 4. února 2019 byl přemístěn jako nuncius do Ugandy.
Dne 20. května 2025 jej papež Lev XIV. jmenoval apoštolským nunciem ve Slovinsku a apoštolským delegátem v Kosovu.